# ЛВС-66
ЛВС-66 — радянський експериментальний шестивісний зчленований трамвайний вагон. Всього випущено 4 екземпляри на ВАРЗі в 1966 році. За параметрами схожий на ЛМ-68. Експлуатувалися в Ленінграді з 1967 по 1988 рік. До наших днів не збереглося жодного вагона. Усі 4 були списані та розрізані. 
До початку 2000-х Петербурзький трамвайно-механічний завод випускав вагони, що представляли пряму еволюцію вагона ЛВС-66. Саме на ньому була вперше на ленінградському заводі випробувана реостатно-контакторна система управління.
ЛВС-66 — це перший радянський зчленований трамвай, другий (ЛВС-80) з'явився тільки в 1980 році, але і він був випущений тільки в кількості 4 екземплярів. А масове виробництво зчленованих вдалося налагодити тільки з появою ЛВС-86 у 1986 році.

## Технічні характеристики
Суцільнометалевий зварний кузов вагона, що несе, складається з двох симетрично розташованих частин, шарнірно з'єднаних за допомогою силового вузла і гнучкого зчленування. Каркас кузова виконаний з катаних і штампованих профілів, обшивка — з тонколистового прокату. Бічні елементи зчленування всередині вагона ізолюються розсувними екранами та забезпечені телескопічними поручнями. Всі елементи кузова з внутрішньої сторони покриті антикорозійним ґрунтом та протишумною мастикою. Між зовнішньою та внутрішньою обшивками стін та стелі укладено пакети міпори; підлога обшитий бакелізованою фанерою, покритий лінолеумом, а в проходах гумовим килимком. Усередині вагон фанерований шаруватим пластиком, місця стиків перекриті декоративними розкладками. У пасажирському салоні встановлені м'які крісла поперечного розташування (з правого боку – подвійні, з лівого – одиночні), а також квиткові каси. У кабіні керування, відокремленої від пасажирського салону перегородкою із засувними дверима, знаходиться пульт керування та відповідна апаратура, а також крісло для водія. У вагоні є чотири вхідні двері з автоматичним відчиненням з кабіни водія. Вікна салону — з розсувним склом. Вечірнє освітлення салону — люмінесцентними світильниками. Вентиляція — примусова з підігрівом у зимовий час (у пускових реостатах) та природна. Опалення — електричне. У вагоні є гучномовний пристрій, звукова та світлова сигналізація.
Вагон обладнаний чотирма тяговими електродвигунами змішаного збудження. Підвіска двигунів – опорно-рамна, редуктор – двоступінчастий. Живлення електродвигунів здійснюється від контактної мережі з номінальною напругою постійного струму 600 через струмоприймач пантографного типу, встановленого на даху вагона. Система керування вагона — непряма, автоматична з груповим контролером на 17 позицій. Електрична схема вагона складається з силової, керування та допоміжної ланцюгів. Силова і частина допоміжних ланцюгів живляться від контактної мережі, ланцюги управління — і частина допоміжних — від акумуляторної батареї напругою 24 В. Гальмування вагона здійснюється реостатним електричним гальмом з автоматичним заміщенням його пневматичним при малих швидкостях руху, екстрене гальмування виробляється електричним. Силове та гальмівне обладнання розміщено під вагоном на рамі та візках.
Кузов спирається на три двовісні візки: два крайні — ведучі і середню опорну. Рами крайніх візків складаються з двох поздовжніх балок, лапи яких спираються на кожух редуктора в місцях розташування осьових підшипників (букс), шкворневої балки з гумовими амортизаторами і балок для підвіски двигунів. До поздовжніх балок візка на пружинах підвішені рейкові гальма. Середній візок має раму замкнутого коробчатого перерізу, на який кріпиться центральний і підвішується рейкові магнітний гальма. Колеса всіх візків підгумовані